# Fiabe ungheresi
Fiabe ungheresi (Magyar népmesék)  è una serie animata ungherese diretta e progettata da Marcell Jankovics, e realizzata dallo studio di animazione Kecskemétfilm, a partire dal 1977. La serie nasce da un'idea di Ferenc Mikulás.

## Descrizione
Ogni episodio racconta una fiaba della tradizione popolare ungherese.
La sigla originale del cartone è stata composta dal gruppo musicale ungherese Kaláka, ed è stata mantenuta invariata anche nell'edizione in lingua italiana.

## Doppiaggio
Nelle prime due stagioni si alternano ad ogni episodio le voci narranti di: Rozália Kóka, Károly Hrotkó, György Bánffy, Irma Patkós, László Bánhidi, Gyula Szabó, Margit Zsolnay, Klári Tolnay, István Avar e Piroska Molnár; mentre dalla terza stagione tutti gli episodi sono narrati da Gyula Szabó.

## Episodi
La serie è composta da 100 episodi, distribuiti in 9 stagioni.
| Stagione         | Episodi | Anno di produzione |
| ---------------- | ------- | ------------------ |
| Prima stagione   | 13      | 1977-1978          |
| Seconda stagione | 13      | 1979               |
| Terza stagione   | 13      | 1984               |
| Quarta stagione  | 13      | 1989-1990          |
| Quinta stagione  | 13      | 1995               |
| Sesta stagione   | 13      | 2002               |
| Settima stagione | 7       | 2005-2007          |
| Ottava stagione  | 4       | 2008               |
| Nona stagione    | 11      | 2011               |

## Distribuzione
In Ungheria la serie è stata trasmessa da Magyar Televízió a partire dal 18 settembre 1980. Dal 2005 gli episodi sono stati pubblicati in DVD. Nel 2017 la serie è stata resa disponibile in streaming sul suo canale ufficiale YouTube.

### Edizione italiana
In Italia, le prime due stagioni della serie vennero trasmesse dal 31 gennaio 1981 su Rete 3, con il titolo Fiabe popolari ungheresi. Il doppiaggio venne effettuato dalla Tony Fusaro & Co. con le voci narranti di Tony Fusaro, Cristina Piras e Adriana Ripandelli.
Dal dicembre 2005, Rai 3 ha trasmesso gli episodi inediti dalla terza alla settima stagione, con il titolo Fiabe ungheresi. In seguito sono state riproposte anche le prime due stagioni ridoppiate. Questa edizione, doppiata dalla Santini Edizioni and Company, è narrata da Vittoria Febbi dalla terza alla sesta stagione e da Paila Pavese nella settima. Successivamente  la serie è stata replicata su Rai YoYo.